# Certificat médical

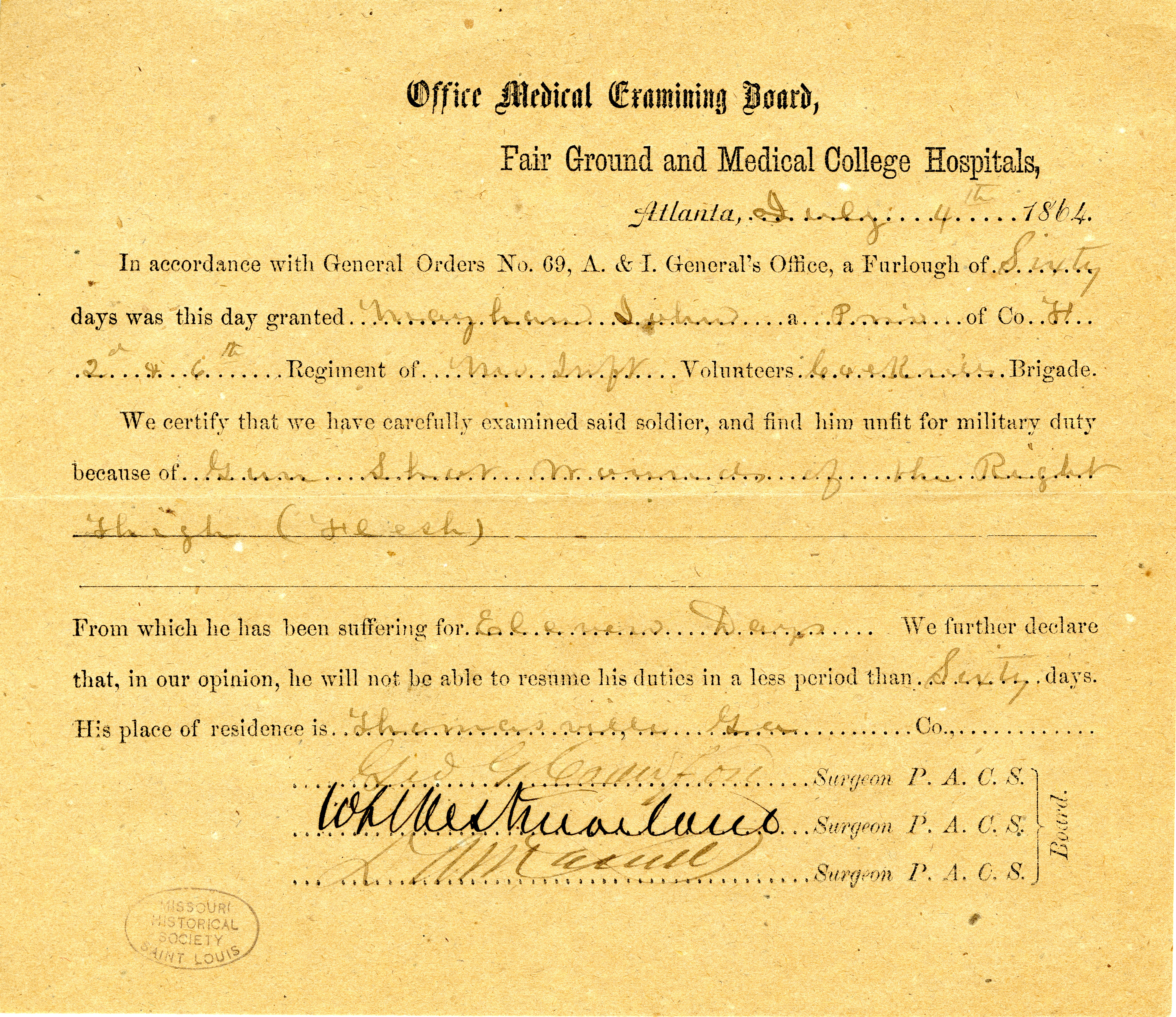
Certificat médical

Un certificat médical est un document établi par un médecin.
Tout certificat, ordonnance, attestation ou document délivré par un médecin doit être rédigé lisiblement en langue française et daté, permettre l'identification du praticien dont il émane et être signé par lui. Le médecin peut en remettre une traduction au patient dans la langue de celui-ci.
Parmi les certificats médicaux citons les certificats d'aptitude (à la pratique d'un sport, de l'exercice d'une activité ou d'une profession, etc.), le certificat de non-contagiosité, l'acte de décès, le certificat de vaccination, le certificat prénuptial en France,.
La demande d'un certificat médical pour pratiquer une activité sportive est une spécificité française. Le marathon franco-allemand de Strasbourg a été annulé en 2016 en raison de la difficulté d'obtenir un tel document chez les praticiens allemands,. De plus, la plupart des médecins délivrant ce certificat ne réalisent pas d'électrocardiographie, qui permet pourtant de détecter les principaux problèmes cardiaques.
Pour le cas des enfants mineurs, le pédiatre Bruno Jeandidier considère qu'il s'agit d'une pratique sans raison et inutile en plus d'encombrer les cabinets médicaux au moment de la rentrée scolaire. Cette obligation est d’ailleurs simplifiée par un décret du 7 mai 2021, un simple questionnaire de santé remplaçant ce certificat dans la plupart des cas, hors nécessité d’examen médical.